# Copa Mundial de Voleibol Femenino de 2015
La Copa Mundial de Voleibol Femenino de 2015 es la XI edición de este torneo de selecciones nacionales de voleibol femenino de la FIVB. Se llevó a cabo del 22 de agosto al 5 de septiembre de 2015 en Japón. Fue el primer torneo de clasificación para los Juegos Olímpicos de Río de Janeiro 2016, otorgó dos cupos a los equipos que culminaron en los dos primeros lugares.

## Proceso de clasificación
El 10 de marzo de 2015 la FIVB definió el proceso de clasificación de las 12 selecciones. Cada una de las 5 confederaciones tiene derecho a dos cupos, que se suman al local Japón y a Estados Unidos, clasificado como campeón del Campeonato Mundial de Voleibol Femenino de 2014. Las selecciones europeas se eligieron mediante el ranking de la CEV publicado en octubre de 2014, en tanto las selecciones asiáticas fueron elegidas en base al ranking FIVB vigente a la fecha del 1 de enero de 2015 (ranking FIVB del 13 de octubre de 2014).
| Confederación | Vía de clasificación                                                      | Fecha                         | Lugar                         | Cupos | Equipo                    |
| ------------- | ------------------------------------------------------------------------- | ----------------------------- | ----------------------------- | ----- | ------------------------- |
| FIVB          | Sede                                                                      | 31 de enero de 2013           | Lausana, Suiza                | 1     | Japón                     |
| FIVB          | Campeonato Mundial de 2014                                                | 12 de octubre de 2014         | Milán, Italia                 | 1     | Estados Unidos            |
| AVC           | Ranking FIVB de equipos asiáticos                                         | 1 de enero de 2015            | Bangkok, Tailandia            | 2     | China Corea del Sur       |
| CAVB          | Campeonato Africano de Voleibol Femenino de 2015                          | Del 10 al 21 de junio de 2015 | Nairobi, Kenia                | 2     | Kenia Argelia             |
| CEV           | Ranking de la Confederación Europea                                       | 15 de octubre de 2014         | Luxemburgo, Luxemburgo        | 2     | Rusia Serbia              |
| CSV           | Clasificación de la CSV para la Copa Mundial de Voleibol Femenino de 2015 | Del 3 al 7 de junio de 2015   | Comodoro Rivadavia, Argentina | 2     | Argentina Perú            |
| NORCECA       | Copa NORCECA Final Four de Voleibol Femenino 2015                         | Del 3 al 8 de junio de 2015   | La Habana, Cuba               | 2     | República Dominicana Cuba |

## Sedes
| Ciudad | 1.ª ronda                 | 2.ª ronda         | 3.ª ronda          | Matsumoto Okayama Tokio Komaki Nagoya Sendai |
| A      | Tokio                     | Sendai            | Nagoya             | Matsumoto Okayama Tokio Komaki Nagoya Sendai |
| A      | Yoyogi National Gymnasium | Sendai Gymnasium  | Nippon Gaishi Hall | Matsumoto Okayama Tokio Komaki Nagoya Sendai |
| A      | Capacidad: 13 291         | Capacidad: 7 000  | Capacidad: 10 000  | Matsumoto Okayama Tokio Komaki Nagoya Sendai |
| A      |                           |                   |                    | Matsumoto Okayama Tokio Komaki Nagoya Sendai |
| B      | Matsumoto                 | Okayama           | Komaki             | Matsumoto Okayama Tokio Komaki Nagoya Sendai |
| B      | Matsumoto City Gymnasium  | Momotaro Arena    | Park Arena Komaki  | Matsumoto Okayama Tokio Komaki Nagoya Sendai |
| B      | Capacidad: 6 000          | Capacidad: 11 000 | Capacidad: 5 000   | Matsumoto Okayama Tokio Komaki Nagoya Sendai |
| B      |                           |                   |                    | Matsumoto Okayama Tokio Komaki Nagoya Sendai |

## Conformación de grupos
Los grupos se conformaron el 23 de junio de 2015 sobre la base de la Clasificación mundial de la FIVB de octubre de 2014 y mediante un sistema serpentín. Entre paréntesis se indica el ranking FIVB tomado en consideración.
| Grupo A                                                                     | Grupo B                                                                           |
| --------------------------------------------------------------------------- | --------------------------------------------------------------------------------- |
| Japón (4) Rep. Dominicana (6) Rusia (7) Argentina (14) Kenia (19) Cuba (26) | Estados Unidos (1) China (3) Serbia (8) Corea del Sur (10) Perú (23) Argelia (25) |

| Grupo A                                                                         | Grupo B                                                                       |
| ------------------------------------------------------------------------------- | ----------------------------------------------------------------------------- |
| Japón (4) Rep. Dominicana (6) Rusia (7) Serbia (8) Corea del Sur (10) Perú (23) | Estados Unidos (1) China (3) Argentina (14) Kenia (19) Argelia (25) Cuba (26) |

| Grupo A                                                                           | Grupo B                                                                     |
| --------------------------------------------------------------------------------- | --------------------------------------------------------------------------- |
| Estados Unidos (1) China (3) Japón (4) Rep. Dominicana (6) Rusia (7) Argelia (25) | Serbia (8) Argentina (14) Corea del Sur (10) Kenia (19) Perú (23) Cuba (26) |

## Formato de competición
El torneo se desarrolla dividido en tres rondas.
En cada ronda los equipos fueron divididos en dos grupos de 6 equipos. En la primera ronda, en ambos grupos se juega con un sistema de todos contra todos. En la segunda y tercera ronda, en cada grupo solo se enfrentan los equipos que no hayan compartido grupo en la primera ronda. Los equipos son ordenados según los resultados obtenidos en todos sus partidos de acuerdo a los siguientes criterios de clasificación:
- Número de partidos ganados y perdidos.
- Puntos obtenidos, los cuales son otorgados de la siguiente manera:
  - Partido con resultado final 3-0 o 3-1: 3 puntos al ganador y 0 puntos al perdedor.
  - Partido con resultado final 3-2: 3 puntos al ganador y 1 punto al perdedor.
- Proporción entre los sets ganados y los sets perdidos (Sets ratio).
- Proporción entre los puntos ganados y los puntos perdidos (Puntos ratio).
- Resultado del partido entre los equipos implicados.

## Resultados
- Las horas indicadas corresponden al huso horario local de Japón (Hora estándar de Japón – JST): UTC+9.

     – Clasificado al Torneo femenino de voleibol en los Juegos Olímpicos de Río de Janeiro 2016.
|     |                      | Partidos | Partidos | Partidos |     | Sets | Sets | Sets  | Puntos | Puntos | Puntos |
| Pos | Equipo               | PJ       | PG       | PP       | Pts | SG   | SP   | Ratio | PG     | PP     | Ratio  |
| --- | -------------------- | -------- | -------- | -------- | --- | ---- | ---- | ----- | ------ | ------ | ------ |
| 1   | China                | 11       | 10       | 1        | 30  | 30   | 7    | 4.285 | 900    | 658    | 1.367  |
| 2   | Serbia               | 11       | 10       | 1        | 26  | 31   | 11   | 2.818 | 964    | 739    | 1.304  |
| 3   | Estados Unidos       | 11       | 9        | 2        | 28  | 29   | 7    | 4.142 | 859    | 617    | 1.392  |
| 4   | Rusia                | 11       | 9        | 2        | 27  | 30   | 8    | 3.750 | 889    | 702    | 1.266  |
| 5   | Japón                | 11       | 7        | 4        | 22  | 27   | 14   | 1.928 | 922    | 779    | 1.183  |
| 6   | Corea del Sur        | 11       | 5        | 6        | 16  | 18   | 19   | 0.947 | 816    | 787    | 1.036  |
| 7   | República Dominicana | 11       | 5        | 6        | 16  | 18   | 21   | 0.857 | 835    | 859    | 0.972  |
| 8   | Argentina            | 11       | 4        | 7        | 12  | 15   | 23   | 0.652 | 738    | 819    | 0.901  |
| 9   | Cuba                 | 11       | 4        | 7        | 11  | 13   | 25   | 0.520 | 740    | 876    | 0.845  |
| 10  | Kenia                | 11       | 2        | 9        | 5   | 7    | 29   | 0.241 | 683    | 844    | 0.809  |
| 11  | Perú                 | 11       | 1        | 10       | 5   | 9    | 30   | 0.300 | 732    | 899    | 0.814  |
| 12  | Argelia              | 11       | 0        | 11       | 0   | 0    | 33   | 0.000 | 326    | 825    | 0.395  |

### Primera ronda

#### Grupo A
| Fecha        | Hora  | Partido         | Partido   | Partido         | Sets  | Sets  | Sets  | Sets  | Sets  | Puntuación total | Reporte |
| Fecha        | Hora  |                 | Resultado |                 | 1     | 2     | 3     | 4     | 5     | Puntuación total | Reporte |
| ------------ | ----- | --------------- | --------- | --------------- | ----- | ----- | ----- | ----- | ----- | ---------------- | ------- |
| 22 de agosto | 12:10 | Rep. Dominicana | 0 – 3     | Rusia           | 15-25 | 18-25 | 18-25 | -     | -     | 51 – 75          | P2 P3   |
| 22 de agosto | 14:40 | Cuba            | 3 – 1     | Kenia           | 27-25 | 25-23 | 12-25 | 25-22 | -     | 89 – 95          | P2 P3   |
| 22 de agosto | 19:20 | Argentina       | 0 – 3     | Japón           | 16-25 | 19-25 | 12-25 | -     | -     | 47 – 75          | P2 P3   |
| 23 de agosto | 12:10 | Kenia           | 0 – 3     | Rep. Dominicana | 26-28 | 24-26 | 17-25 | -     | -     | 67 – 79          | P2 P3   |
| 23 de agosto | 15:10 | Argentina       | 3 – 0     | Cuba            | 25-15 | 25-21 | 25-23 | -     | -     | 75 – 59          | P2 P3   |
| 23 de agosto | 19:20 | Japón           | 2 – 3     | Rusia           | 25-12 | 18-25 | 21-25 | 25-23 | 13-15 | 102 – 100        | P2 P3   |
| 24 de agosto | 12:10 | Rep. Dominicana | 3 – 1     | Argentina       | 25-21 | 25-22 | 19-25 | 25-15 | -     | 94 – 83          | P2 P3   |
| 24 de agosto | 15:10 | Rusia           | 3 – 0     | Kenia           | 25-16 | 25-21 | 25-21 | -     | -     | 75 – 58          | P2 P3   |
| 24 de agosto | 19:20 | Cuba            | 0 – 3     | Japón           | 15-25 | 12-25 | 16-25 | -     | -     | 43 – 75          | P2 P3   |
| 26 de agosto | 12:10 | Argentina       | 0 – 3     | Rusia           | 10-25 | 10-25 | 16-25 | -     | -     | 36 – 75          | P2 P3   |
| 26 de agosto | 15:10 | Cuba            | 1 – 3     | Rep. Dominicana | 22-25 | 22-25 | 25-18 | 23-25 | -     | 92 – 93          | P2 P3   |
| 26 de agosto | 19:20 | Japón           | 3 – 0     | Kenia           | 25-15 | 25-20 | 25-12 | -     | -     | 75 – 47          | P2 P3   |
| 27 de agosto | 12:10 | Rusia           | 3 – 0     | Cuba            | 25-19 | 25-13 | 25-18 | -     | -     | 75 – 50          | P2 P3   |
| 27 de agosto | 15:10 | Kenia           | 0 – 3     | Argentina       | 12-25 | 17-25 | 20-25 | -     | -     | 49 – 75          | P2 P3   |
| 27 de agosto | 19:20 | Rep. Dominicana | 2 – 3     | Japón           | 18-25 | 25-20 | 32-30 | 15-25 | 13-15 | 103 – 115        | P2 P3   |

#### Grupo B
| Fecha        | Hora  | Partido        | Partido   | Partido        | Sets  | Sets  | Sets  | Sets  | Sets | Puntuación total | Reporte |
| Fecha        | Hora  |                | Resultado |                | 1     | 2     | 3     | 4     | 5    | Puntuación total | Reporte |
| ------------ | ----- | -------------- | --------- | -------------- | ----- | ----- | ----- | ----- | ---- | ---------------- | ------- |
| 22 de agosto | 12:10 | Estados Unidos | 3 – 0     | Corea del Sur  | 25-15 | 25-22 | 25-15 | -     | -    | 75 – 52          | P2 P3   |
| 22 de agosto | 15:10 | Serbia         | 1 – 3     | China          | 25-19 | 23-25 | 15-25 | 19-25 | -    | 82 – 94          | P2 P3   |
| 22 de agosto | 18:40 | Perú           | 3 – 0     | Argelia        | 25-16 | 25-13 | 25-16 | -     | -    | 75 – 45          | P2 P3   |
| 23 de agosto | 12:10 | Corea del Sur  | 3 – 0     | Perú           | 25-19 | 25-18 | 25-18 | -     | -    | 75 – 55          | P2 P3   |
| 23 de agosto | 15:10 | China          | 3 – 0     | Argelia        | 25-5  | 25-11 | 25-8  | -     | -    | 75 – 24          | P2 P3   |
| 23 de agosto | 18:40 | Serbia         | 3 – 2     | Estados Unidos | 25-20 | 22-25 | 18-25 | 25-19 | 15-6 | 105 – 95         | P2 P3   |
| 24 de agosto | 12:10 | Argelia        | 0 – 3     | Corea del Sur  | 8-25  | 9-25  | 19-25 | -     | -    | 36 – 75          | P2 P3   |
| 24 de agosto | 15:10 | Perú           | 0 – 3     | Serbia         | 10-25 | 17-25 | 10-25 | -     | -    | 37 – 75          | P2 P3   |
| 24 de agosto | 18:40 | Estados Unidos | 3 – 0     | China          | 25-23 | 25-17 | 25-23 | -     | -    | 75 – 63          | P2 P3   |
| 26 de agosto | 12:10 | Estados Unidos | 3 – 0     | Perú           | 25-17 | 25-15 | 25-12 | -     | -    | 75 – 44          | P2 P3   |
| 26 de agosto | 15:10 | Serbia         | 3 – 0     | Argelia        | 25-7  | 25-11 | 25-3  | -     | -    | 75 – 21          | P2 P3   |
| 26 de agosto | 18:40 | China          | 3 – 1     | Corea del Sur  | 23-25 | 25-15 | 25-20 | 25-23 | -    | 98 – 73          | P2 P3   |
| 27 de agosto | 12:10 | Argelia        | 0 – 3     | Estados Unidos | 7-25  | 2-25  | 5-25  | -     | -    | 14 – 75          | P2 P3   |
| 27 de agosto | 15:10 | Perú           | 0 – 3     | China          | 11-25 | 18-25 | 17-25 | -     | -    | 46 – 75          | P2 P3   |
| 27 de agosto | 18:40 | Corea del Sur  | 0 – 3     | Serbia         | 16-25 | 19-25 | 16-25 | -     | -    | 51 – 75          | P2 P3   |

### Segunda ronda

#### Grupo A
| Fecha           | Hora  | Partido         | Partido   | Partido       | Sets  | Sets  | Sets  | Sets  | Sets  | Puntuación total | Reporte |
| Fecha           | Hora  |                 | Resultado |               | 1     | 2     | 3     | 4     | 5     | Puntuación total | Reporte |
| --------------- | ----- | --------------- | --------- | ------------- | ----- | ----- | ----- | ----- | ----- | ---------------- | ------- |
| 30 de agosto    | 12:10 | Rep. Dominicana | 0 – 3     | Serbia        | 18-25 | 22-25 | 22-25 | -     | -     | 62 – 75          | P2 P3   |
| 30 de agosto    | 15:10 | Rusia           | 3 – 0     | Corea del Sur | 25-20 | 26-24 | 25-22 | -     | -     | 76 – 66          | P2 P3   |
| 30 de agosto    | 19:20 | Japón           | 3 – 0     | Perú          | 25-19 | 25-21 | 25-15 | -     | -     | 75 – 55          | P2 P3   |
| 31 de agosto    | 12:10 | Rep. Dominicana | 3 – 1     | Perú          | 25-18 | 25-19 | 22-25 | 25-17 | -     | 97 – 79          | P2 P3   |
| 31 de agosto    | 15:10 | Rusia           | 2 – 3     | Serbia        | 25-22 | 25-22 | 14-25 | 23-25 | 12-15 | 99 – 109         | P2 P3   |
| 31 de agosto    | 19:20 | Japón           | 3 – 0     | Corea del Sur | 25-17 | 26-24 | 25-17 | -     | -     | 76 – 58          | P2 P3   |
| 1 de septiembre | 12:10 | Rusia           | 3 – 0     | Perú          | 25-14 | 25-10 | 25-20 | -     | -     | 75 – 44          | P2 P3   |
| 1 de septiembre | 15:10 | Rep. Dominicana | 1 – 3     | Corea del Sur | 25-18 | 17-25 | 23-25 | 18-25 | -     | 83 – 93          | P2 P3   |
| 1 de septiembre | 19:20 | Japón           | 2 – 3     | Serbia        | 26-24 | 17-25 | 14-25 | 25-21 | 9-15  | 91 – 110         | P2 P3   |

#### Grupo B
| Fecha           | Hora  | Partido   | Partido   | Partido        | Sets  | Sets  | Sets  | Sets | Sets | Puntuación total | Reporte |
| Fecha           | Hora  |           | Resultado |                | 1     | 2     | 3     | 4    | 5    | Puntuación total | Reporte |
| --------------- | ----- | --------- | --------- | -------------- | ----- | ----- | ----- | ---- | ---- | ---------------- | ------- |
| 30 de agosto    | 12:10 | Argentina | 3 – 0     | Argelia        | 25-11 | 25-8  | 25-11 | -    | -    | 75 – 29          | P2 P3   |
| 30 de agosto    | 15:10 | Kenia     | 0 – 3     | Estados Unidos | 15-25 | 16-25 | 13-25 | -    | -    | 44 – 75          | P2 P3   |
| 30 de agosto    | 18:40 | Cuba      | 0 – 3     | China          | 19-25 | 10-25 | 14-25 | -    | -    | 43 – 75          | P2 P3   |
| 31 de agosto    | 12:10 | Cuba      | 3 – 0     | Argelia        | 25-17 | 25-16 | 25-14 | -    | -    | 75 – 47          | P2 P3   |
| 31 de agosto    | 15:10 | Argentina | 0 – 3     | Estados Unidos | 16-25 | 19-25 | 14-25 | -    | -    | 49 – 75          | P2 P3   |
| 31 de agosto    | 18:40 | Kenia     | 0 – 3     | China          | 7-25  | 15-25 | 14-25 | -    | -    | 36 – 75          | P2 P3   |
| 1 de septiembre | 12:10 | Kenia     | 3 – 0     | Argelia        | 25-14 | 25-11 | 25-11 | -    | -    | 75 – 36          | P2 P3   |
| 1 de septiembre | 15:10 | Argentina | 0 – 3     | China          | 14-25 | 15-25 | 20-25 | -    | -    | 49 – 75          | P2 P3   |
| 1 de septiembre | 18:50 | Cuba      | 0 – 3     | Estados Unidos | 15-25 | 11-25 | 15-25 | -    | -    | 41 – 75          | P2 P3   |

### Tercera ronda

#### Grupo A
| Fecha           | Hora  | Partido         | Partido   | Partido        | Sets  | Sets  | Sets  | Sets  | Sets | Puntuación total | Reporte |
| Fecha           | Hora  |                 | Resultado |                | 1     | 2     | 3     | 4     | 5    | Puntuación total | Reporte |
| --------------- | ----- | --------------- | --------- | -------------- | ----- | ----- | ----- | ----- | ---- | ---------------- | ------- |
| 4 de septiembre | 12:10 | Rep. Dominicana | 0 – 3     | China          | 16-25 | 17-25 | 19-25 | -     | -    | 52 – 75          | P2 P3   |
| 4 de septiembre | 15:10 | Rusia           | 3 – 0     | Estados Unidos | 25-17 | 31-29 | 25-23 | -     | -    | 81 – 69          | P2 P3   |
| 4 de septiembre | 19:20 | Japón           | 3 – 0     | Argelia        | 25-8  | 25-10 | 25-6  | -     | -    | 75 – 24          | P2 P3   |
| 5 de septiembre | 12:10 | Rep. Dominicana | 3 – 0     | Argelia        | 25-11 | 25-12 | 25-7  | -     | -    | 75 – 30          | P2 P3   |
| 5 de septiembre | 15:10 | Rusia           | 1 – 3     | China          | 23-25 | 15-25 | 25-23 | 20-25 | -    | 83 – 98          | P2 P3   |
| 5 de septiembre | 19:20 | Japón           | 1 – 3     | Estados Unidos | 25-20 | 23-25 | 20-25 | 10-25 | -    | 78 – 95          | P2 P3   |
| 6 de septiembre | 12:10 | Rusia           | 3 – 0     | Argelia        | 25-5  | 25-6  | 25-8  | -     | -    | 75 – 19          | P2 P3   |
| 6 de septiembre | 15:10 | Rep. Dominicana | 0 – 3     | Estados Unidos | 10-25 | 19-25 | 17-25 | -     | -    | 46 – 75          | P2 P3   |
| 6 de septiembre | 19:20 | Japón           | 1 – 3     | China          | 17-25 | 25-22 | 21-25 | 22-25 | -    | 85 – 97          | P2 P3   |

#### Grupo B
| Fecha           | Hora  | Partido   | Partido   | Partido       | Sets  | Sets  | Sets  | Sets  | Sets  | Puntuación total | Reporte |
| Fecha           | Hora  |           | Resultado |               | 1     | 2     | 3     | 4     | 5     | Puntuación total | Reporte |
| --------------- | ----- | --------- | --------- | ------------- | ----- | ----- | ----- | ----- | ----- | ---------------- | ------- |
| 4 de septiembre | 12:10 | Argentina | 3 – 2     | Perú          | 16-25 | 25-20 | 21-25 | 25-22 | 15-12 | 102 – 104        | P2 P3   |
| 4 de septiembre | 15:10 | Cuba      | 0 – 3     | Serbia        | 22-25 | 19-25 | 15-25 | -     | -     | 56 – 75          | P2 P3   |
| 4 de septiembre | 18:40 | Kenia     | 0 – 3     | Corea del Sur | 16-25 | 16-25 | 19-25 | -     | -     | 51 – 75          | P2 P3   |
| 5 de septiembre | 12:10 | Cuba      | 3 – 1     | Perú          | 13-25 | 25-16 | 25-18 | 25-19 | -     | 88 – 78          | P2 P3   |
| 5 de septiembre | 15:10 | Kenia     | 0 – 3     | Serbia        | 11-25 | 14-25 | 19-25 | -     | -     | 44 – 75          | P2 P3   |
| 5 de septiembre | 18:40 | Argentina | 0 – 3     | Corea del Sur | 21-25 | 17-25 | 20-25 | -     | -     | 58 – 75          | P2 P3   |
| 6 de septiembre | 11:10 | Kenia     | 3 – 2     | Perú          | 23-25 | 29-27 | 25-27 | 25-23 | 15-13 | 117 – 115        | P2 P3   |
| 6 de septiembre | 14:10 | Argentina | 2 – 3     | Serbia        | 16-25 | 19-25 | 25-20 | 25-23 | 4-15  | 89 – 108         | P2 P3   |
| 6 de septiembre | 17:10 | Cuba      | 3 – 2     | Corea del Sur | 25-22 | 18-25 | 16-25 | 30-28 | 15-13 | 104 – 113        | P2 P3   |